# Lauri Ylönen
Lauri Johannes Ylönen (ur. 23 kwietnia 1979 w Helsinkach) – fiński wokalista, kompozytor, autor tekstów piosenek i producent muzyczny. Lider rockowej grupy muzycznej The Rasmus.

## Młodość
Syn Mattiego i Liisy. Urodził się w Helsinkach. Kiedy miał 3 lata przeprowadził się wraz z rodzicami i siostrą do podmiejskiej dzielnicy miasta, Suutarila gdzie spędził całe dzieciństwo. Styczność z muzyką miał już w wieku pięciu lat. Za namową rodziców zaczął lekcje gry na fortepianie, jednak nie przepadał za nimi. W późniejszych latach zamienił fortepian na gitarę klasyczną. W szkole grał również w zespole na perkusji, ale ta przygoda szybko się skończyła.
Do śpiewania zachęciła go starsza siostra Hanna. W tej dziedzinie zadebiutował w szkole średniej. Zanim zaczął naukę w liceum był w zespołach, które grały różne covery znanych piosenek. Z pierwotnym składem zespołu znał się ze szkoły. Wspólnie z Paulim ćwiczył grę na gitarze. Od trzeciej klasy był w tej samej klasie z Eero. Ze szkoły znał również perkusistę Janne. Grali głównie dla zabawy zarówno w szkole, jak i w piwnicy rodziców Lauriego.

## Działalność artystyczna
Pierwotnie zespół nosił nazwę „Rasmus”. Nazwa sama w sobie niczego nie oznaczała. Jest to po prostu jedno z imion. Nazwa uległa zmianie ponieważ okazało się, że istnieje artysta o takim samym pseudonimie artystycznym. W zespole doszło dwa razy do zmiany perkusisty, najpierw jeszcze przed wydaniem albumu Peep. Na pierwszych trzech albumach na perkusji grał Janne Heiskanen, który opuścił zespół, ponieważ postanowił przeprowadzić się do Tajlandii. Jego miejsce zajął Aki Hakala, który gra z zespołem do dziś. Lauri wraz z zespołem wydał dziesięć płyt, w tym DVD (Live Letters) oraz podwójne wydanie Black Roses zawierające dokument „Making of Black Roses” sfilmowany przez basistę Eero.
Lauri współpracuje również z innymi wykonawcami. Najbardziej znana jest jego współpraca z Apocalypticą, z którą stworzył utwór „Life burns”. Również z nimi i z Ville Valo stworzył piosenkę „Bittersweet”.
„All I want” to utwór, który Lauri wykonał razem z Siiri Nordin. Nie jest to jedyny utwór, jaki razem wykonali. Powstała piosenka „Chillin at the grotto”, gdzie oprócz Lauriego i Siiri zaśpiewał zespół Kwan.
Jest producentem płyty Belle Who Can’t Whistle When You Smile wydanej w 2009 roku. Na płycie znajduje się utwór “Tide”, który jest na ścieżce dźwiękowej do fińskiego filmu Blackout. Ylönen jest kompozytorem muzyki do tego filmu. Na ścieżce znajduje się również utwór „Blackout Movie Score”, ale oprócz tej zupełnie nowej kompozycji Ylönena, w filmie wykorzystano trzy piosenki The Rasmus „Justify”, „Livin’ in a world without you” i „Your forgiveness” oraz utwory m.in. Von Hertzen Brothers.
Na swoim koncie Lauri ma też współpracę z Johanną Kurkelą, dla której skomponował m.in. utwór „Rakkauslaulu”.
W 2011 ukazała się solowa płyta Lauriego New World. Gatunkowo odbiega ona od tego, co Ylönen grał z zespołem. Album jest nagrany w stylu electropop. Pierwszym singlem jest „Heavy”, a drugim „In the city”.

## Dynasty
W 1999 roku powstało stowarzyszenie Dynasty. Łączyło one 3 zespoły: The Rasmus, Kwan i Killer. W 2005 roku po rozpadzie Killer, Lauri wraz z Paulim postanowił założyć wytwórnię płytową, która nosi nazwę Dynasty Recordings. Zrzesza ona fińskich artystów. Lauri oraz Pauli są właścicielami wytwórni. Lauri również pisze teksty piosenek tak samo jak Pauli, który jest także producentem. Oprócz nich właścicielami Dynasty są także Antti Eräkangas (producent) oraz Antti Eriksson. W 2006 roku Von Hertzen Brothers i Happiness podpisali kontrakt z wytwórnią.

## Życie prywatne
Od 2004 roku Lauri był związany z Paulą Vesalą, jedną z piosenkarek fińskiego zespołu PMMP, z którą ma syna Juliusa Kristiana Ylönena (ur. 12 kwietnia 2008). Para muzyków chroniła swoją prywatność i rzadko pokazywała się publicznie, jednymi z niewielu okazji gdzie można było ich zobaczyć razem były uroczystości u prezydent Finlandii, Tarji Halonen (Linnan Juhlat – 6 grudnia 2009) i gala nagród filmowych Jussi (Paula Vesala była tam zaproszona, ponieważ zagrała w filmie Prinsessa), która odbyła się 6 lutego 2011.
Obecnie Lauri związany jest z Katriiną Mikkolą. Para mieszka razem w USA, a w grudniu 2017 r. przyszedł na świat ich syn.

## Dyskografia
Albumy solowe
| Tytuł     | Dane dot. albumu                                    | Pozycja na liście |
| Tytuł     | Dane dot. albumu                                    | FIN               |
| --------- | --------------------------------------------------- | ----------------- |
| New World | - Data: 30 marca 2011 - Wydawca: Dynasty Recordings | 2                 |

Single
| Apocalyptica feat. Ville Valo and Lauri Ylönen – „Bittersweet” | 2004 | 1  | 11 | 8  | 6  | Apocalyptica |
| Apocalyptica feat. Lauri Ylönen – „Life Burns”                 | 2005 | 17 | 61 | 80 | 31 | Apocalyptica |
| Lauri Ylönen – „Heavy”                                         | 2011 | 2  | –  | –  | –  | New World    |
| „–” singel nie był notowany.                                   |      |    |    |    |    |              |